# Großfrüchtige Traubenhyazinthe
Die Großfrüchtige Traubenhyazinthe (Muscari macrocarpum) ist eine Pflanzenart in der Gattung der Traubenhyazinthen (Muscari) in der Familie der Spargelgewächse (Asparagaceae).

## Beschreibung

### Vegetative Merkmale
Die Großfrüchtige Traubenhyazinthe ist eine ausdauernde krautige Pflanze, die Wuchshöhen von 12 bis 25 cm erreicht. Dieser Geophyt bildet Zwiebeln als Überdauerungsorgane. Es sind drei bis sechs grundständige, bandförmige Laubblätter vorhanden, die bis zu 30 cm lang und 1 bis 1,5 cm breit sind.

### Generative Merkmale
In einem traubigen Blütenstand stehen sterile und fertile Blüten zusammen. Die fruchtbaren Blüten sind gelb mit brauner Spitze und Nebenkrone, in der Knospe blauviolett. Sie sind (8 bis) 10 bis 12 mm lang, länglich-krugförmig und duften stark nach Banane. Sterile Blüten sind violett oder fehlen. Die großen und geflügelten Kapselfrüchte  enthalten Samen mit 3 mm Durchmesser.
Die Blütezeit reicht von Februar bis April.
Die Großfrüchtige Traubenhyazinthe ist diploid mit 2n = 18 Chromosomen.

## Vorkommen
Diese Art kommt auf der Datça-Halbinsel (Südwest-Türkei) und auf den ostägäischen Inseln von Symi bis Ikaria und Samos sowie vereinzelt auf den Kykladen (Amorgos, Donousa) vor. Angaben von Kreta sind irrtümlich und beziehen sich auf die ähnlich großfrüchtige Bellevalia sitiaca. Die Großfrüchtige Traubenhyazinthe kommt in Phrygana auf Serpentin- und Kalkfelshängen in Höhenlagen zwischen 10 und 800 Metern vor.

## Nutzung
Die Großfrüchtige Traubenhyazinthe wird selten als Zierpflanze in Steingärten und Rabatten verwendet. Sie ist seit 1601 in Kultur.